# Armand Van Helden
Armand van Helden (Boston, Massachusetts, 16 de febrero de 1970) es un disc jockey y productor estadounidense de música house y electro. Fue unos de los principales propulsores del género speed garage, remezclando a varios grandes artistas como Katy Perry, Daft Punk, Britney Spears, David Guetta, Bloc Party, Madonna, Janet Jackson, Juliet Roberts, KRS One o Sneaker Pimps entre otros con este estilo musical. Está muy ligado a la escena electrónica neoyorkina. 
Suele remezclar y utilizar samples de funk, soul, rhythm & blues y rap propios de la escuela de finales de los 80 y principios de los 90, a los que hace homenaje en su éxito «I Want Your Soul». También ha utiliza filtros y progresiones de dub, como en su tema NYC beat, y samples de dancehall y reagge.
Sus mayores grandes éxitos han sido el remix de la canción «Professional Widow» de Tori Amos, «My My My» (que contiene un sample de «Comin Apart» de Gary Wright) , y también «U Don't Know Me», que es obra propia de Van Helden. Otros dj's de renombre de subgéneros como el nu skool break o el jungle han remezclado varias de sus canciones.

## Biografía
Van Helden nació en Boston pero como su padre estaba en la fuerza aérea estadounidense, pasó gran parte de su niñez en los Países Bajos, Turquía e Italia. A los trece años compró su primera caja de ritmos y a los quince empezó su carrera como DJ.
En 1988, Armand regresó a Boston y fue en aquel entonces que llegó a ser DJ de varias discotecas de la ciudad. En 1991 renunció toda labor que no tuviera que ver con la música y se dedicó a trabajar en Loft, una de las mejores discotecas de Boston. Aprovechó esta oportunidad para lanzar su primer sencillo, un remix de "Stay On My Mind", de Deep Creed, bajo la disquera Nervous Records. En 1992 produjo "Move It To the Left" (usando el pseudónimo Sultans of Swing) y esta canción tuvo un éxito moderado cuando se empezó a reproducir en diversas discotecas. En 1994, su siguiente canción, «Witch Doktor» alcanzó el Top 5 en los listados de música bailable.
Gracias al éxito de "Witch Doktor", Van Helden llegó a trabajar con New Order, Deep Forest, Jimmy Somerville, Deee-Lite y Faithless. A pesar de haber lanzado varias canciones que contaron con variada popularidad, fue su remix de "Professional Widow" la que le hizo posible alcanzar el estrellato. Irónicamente Van Helden no recibió ni un centavo por este remix ya que lo produjo independientemente y como resultado no tenía derechos de autor sobre la obra. Sin embargo, el éxito de susodicha canción hizo posible que creara remixes de canciones por los Rolling Stones, Janet Jackson, Britney Spears, Puff Daddy, Daft Punk y Sneaker Pimps.
En 1996 Armand lanzó su primer álbum al mercado y a este se le tituló Old School Junkies. Dicho álbum incluyó los éxitos «Cha Cha» y «The Funk Phenomena». El año siguiente se compiló un álbum de sus más grandes éxitos y luego en 1997 lanzó un álbum que era más del género breakbeat que house. El sencillo «U Don't Know Me» fue un éxito mundial y llegó a ocupar las más altas posiciones en diversos listados musicales.
En 1997 y 1998 se introdujo de lleno en la escena speed garage realizando números remixes, de los cuales podemos destacar «Spin Spin Sugar» de Sneaker Pimps, «Sugar Is Sweeter» de CJ Bolland y «Runaway» de Nuyorican Soul (AKA Masters At Work).
En el 2000 Armand lanzó Killing Puritans, álbum que contenía la famosa canción «Koochy». Su siguiente sencillo, "Why Can't You Spend Some time" fue moderadamente aclamado en el 2001. Van Helden produjo New York: A Mix Odyssey en el 2004; este último álbum contó con dos sencillos que tuvieron altos niveles de fama globalmente: «Hear My Name» y «My My My».
El sexto álbum de Van Helden, titulado Nympho, también incluyó los éxitos «Hear My Name» y «My My My» además de «Into Your Eyes» y «When the Lights Go Down».
En 2010 llegó un gran éxito mundial: «Barbra Streisand» de Duck Sauce, grupo formado por él y por el DJ canadiense A-Trak.
En 2011 han presentado otro rompepistas el tema «Big Bad Wolf», es el nombre de la nueva canción del dueto Duck Sauce. Éste fue estrenado en la radio de la BBC, en la melodía emplean el sonido de lobos aullando, parecido al que se presenta en las películas de suspenso y terror.
En 2013 lanzó la canción «It's You» con el grupo Duck Sauce, un éxito en la pista de baile en medio mundo y que ha sido nominado a los MTV Video Adwards. En octubre de 2013 presentó dos canciones nuevas, «Radio Stereo» con Duck Sauce y «I Know A Place» (junto a Spank Rock)"
En febrero de 2014 lanza el sencillo 'Power Of Bass' con la colaboración del también DJ Hervé y en septiembre del mismo año se edita su remezcla para Sam Smith del «I'm Not the Only One» y Jungle 70 & Majestic del Creeping In The Dark. En el grupo Duck Sauce lanza en abril de 2014 el álbum Quack y en que «NRG» es su primer sencillo.
El 6 de marzo de 2020 presenta nuevo sencillo mundial con la colaboración de la cantante Lorne 'Give Me Your Loving'.

## Discografía

### Álbumes
Álbumes de estudio
- 1996 Old School Junkies: The Album
- 1997 Sampleslaya: Enter the Meatmarket
- 1998 2 Future 4 U
- 2000 Killing Puritans
- 2001 Gandhi Khan
- 2005 Nympho
- 2007 Ghettoblaster

Álbumes compilatorios
- 1994 Best of Armand Van Helden
- 1997 Da Club Phenomena
- 1997 Live From Ya Muthas House
- 1997 Greatest Hits
- 1999 Armand van Helden's Nervous Tracks
- 2004 New York: A Mix Odyssey
- 2007 You Don't Know Me The Best Of
- 2015 Masterpiece
- 2016 House Masters

### Sencillos
| - 1994: "Witch Doktor" - 1996: "Ain't Armand" - 1996: "Cha Cha" - 1996: "The Funk Phenomena" - 1996: "Psychic Bounty Killaz" (con DJ Sneak) - 1997: "Ultrafunkula" - 1998: "Pushem' Up" - 1998: "Ghetto House Groove" (con The Horse) - 1999: "U Don't Know Me" (con Duane Harden) - 1999: "Flowerz" (con Roland Clark) - 1999: "Entra Mi Casa" (con Mita) - 1999: "Necessary Evil" - 1999: "Mother Earth" - 1999: "The Boogie Monster" - 2000: "Koochy" - 2000: "Full Moon" (con Common) - 2000: "Fly Away Love"/"Little Black Spiders" - 2001: "Why Can't You Free Some Time" - 2001: "You Can't Change Me" (con Roger Sanchez & N'Dea Davenport) - 2002: "Kentucky Fried Flow" - 2002: "Gandhi Kahn" - 2002: "Sell deh Pussy" - 2003: "I Can Smell You" - 2003: "Let Me Lead You" - 2003: "Wasn't the Only" - 2004: "Hear My Name" (con Spalding Rockwell) - 2004: "My My My" - 2005: "Into Your Eyes" - 2005: "When the Lights Go Down" - 2006: "Sugar" - 2006: "My My My" (con Tara McDonald) - 2007: "Touch Your Toes" (con Fat Joe & BL) - 2007: "NYC Beat" - 2007: "I Want Your Soul" - 2008: "Je t'aime" (con Nicole Roux) - 2008: "Shake That Ass" (con Team Facelift)/"Ski Hard" (con Christian Rich) - 2009: "Illin' n Fillin' It" (con Netic) - 2009: "Bonkers" (con Dizzee Rascal) - 2010: "Brrrat!" (con Steve Aoki) - 2013: "I Know A Place" (con Spank Rock) - 2014: "Power Of Bass" (con Hervé) - 2016: "Wings" - 2016: "Know Thyself" - 2020: "Give Me Your Loving" feat Lorne - 2020: "Fire" feat Kideko | Otros aliases - 1992: "Stay on My Mind"/"The Anthem" (como Deep Creed) - 1993: "Move It to the Left"/"Dance Together" (como Sultans of Swing) - 1993: "Love Thang" (como Banji Boys) - 1993: "Indonesia"/"Mamba Mama" (como Circle Children) - 1994: "Zulu" (como Circle Children) - 1994: "Can You Feel It"/"Warrior's Dance" (como Deep Creed) - 1994: "Loves Ecstasy"/"Egyptian Magician" (como Jungle Juice) - 1994: "Gonna Set Ya Free"/"Fantasy" (como Wizzard of Wax) - 1994: "Watch It Now Star (*)" (como Armand & the Banana Spliffs) - 1994: "New York Express" (como Hardhead) - 1995: "Demon Dreams" (como Hardhead) - 1995: "The Only One" (como Cappuccino) - 1996: "Break Night"/"Ocean" (como The Mole People) - 1996: "Aw Yeah" (como Chupacabra) - 1996: "From da East" (como Subspecies) - 1996: "Spark da Meth" (como Da Mongoloids) - 2001: "Grand Rapids" (como Klobber) - 2002: "1985"/"Dance of a Lifetime" (como Stupid Fresh) - 2003: "Everytime I Feel It" (como Sahara) - 2009: "aNYway"/"You're Nasty" (como Duck Sauce) - 2010: "Barbra Streisand" (como Duck Sauce) - 2011: "Big Bad Wolf" (como Duck Sauce) - 2013: "It's You" (como Duck Sauce) - 2013: "Radio Stereo" (como Duck Sauce) - 2014: "NRG" (como Duck Sauce) |

### Remixes
Lista seleccionada
- 1990: Mike "Hitman" Wilson feat. Shawn Christopher – "Another Sleepless Night"
- 1991: C+C Music Factory – "Here We Go (Let's Rock & Roll)"
- 1991: Ce Ce Peniston – "Finally"
- 1991: Deee-Lite – "Good Beat"
- 1992: Snap! – "Rhythm Is a Dancer"
- 1994: Reel 2 Real – "Raise Your Hands"
- 1994: Ace of Base – "Living in Danger"
- 1995: New Order – "Bizarre Love Triangle"
- 1995: Blondie – "Atomic"
- 1995: Kenny "Dope" Gonzalez presents The Bucketheads – "The Bomb! (These Sounds Fall Into My Mind)"
- 1995: Reel 2 Real feat. The Mad Stuntman – "Conway"
- 1995: Jimmy Somerville – "Heartbeat"
- 1995: Deep Forest – "Marta's Song"
- 1996: Tori Amos – "Professional Widow"
- 1996: Daft Punk – "Da Funk"
- 1996: Apollo 440 – "Ain't Talkin' 'bout Dub"
- 1996: CJ Bolland – "Sugar Is Sweeter"
- 1996: Sneaker Pimps – "Spin Spin Sugar"
- 1996: Nuyorican Soul feat. India – "Runaway"
- 1997: The Rolling Stones – "Anybody Seen My Baby?"
- 1997: Faithless – "Insomnia"
- 1997: Janet Jackson feat. Q-Tip & Joni Mitchell – "Got 'til It's Gone"
- 1997: Aaliyah – "One in a Million"
- 1997: Puff Daddy & The Family – "It's All About the Benjamins"
- 1998: Wamdue Project – "Where Do We Go"
- 1999: Skunk Anansie – "Secretly"
- 2002: Kelli Ali – "Kids"
- 2002: Modjo – "On Fire"
- 2003: Nelly Furtado – "Força"
- 2003: Lacquer – "Behind"
- 2003: Blue Man Group feat. Gavin Rossdale – "The Current"
- 2004: Felix da Housecat – "Watching Cars Go By"
- 2004: Enrique Iglesias – "Not In Love"
- 2004: Britney Spears – "My Prerogative"
- 2004: Britney Spears – "Toxic"
- 2004: Cerrone – "Je Suis Music"
- 2004: Gwen Stefani – "What You Waiting For?"
- 2004: Sugababes – "Hole in the Head"
- 2004: DJ Sneak – "Funky Rhythm"
- 2004: Basement Jaxx feat. JC Chasez – "Plug It In"
- 2006: Justin Timberlake – "SexyBack"
- 2006: Tarkan – "Bounce
- 2006: Moby feat. Debbie Harry – "New York, New York"
- 2007: Simian Mobile Disco – "Hustler"
- 2007: Felix Da Housecat – "Like Something 4 Porno!"
- 2008: Shinichi Osawa – "Star Guitar"
- 2008: Hervé – "Cheap Thrills"
- 2008: Lisa Miskovsky – "Still Alive"
- 2009: Ou Est le Swimming Pool – "Dance The Way I Feel"
- 2009: MPHO – "Box N Locks"
- 2009: Bloc Party – "Signs"
- 2009: Jack Peñate – "Be the One"
- 2010: David Guetta feat. Kid Cudi – "Memories"
- 2010: Uffie feat. Pharrell Williams – "ADD SUV"
- 2010: Katy Perry – "California Gurls"
- 2011: Bag Raiders – "Sunlight"
- 2014: Sam Smith – "I'm Not the Only One"
- 2014: Jungle 70 & Majestic – "Creeping In The Dark"
- 2015: Snakehips – "Forever"
- 2015: Petite Meller – "Baby Love"
- 2015: Madonna – "Ghosttown"
- 2015: Disclosure – "Holding On"
- 2016: Jodie Abacus – "Hot Kitchen"
- 2018: Galantis – "Satisfied"
- 2020: Jonas Blue & MAX– "Naked"
- 2021: Silk City & Ellie Goulding – "New Love"